# Herbert Spencer Jennings

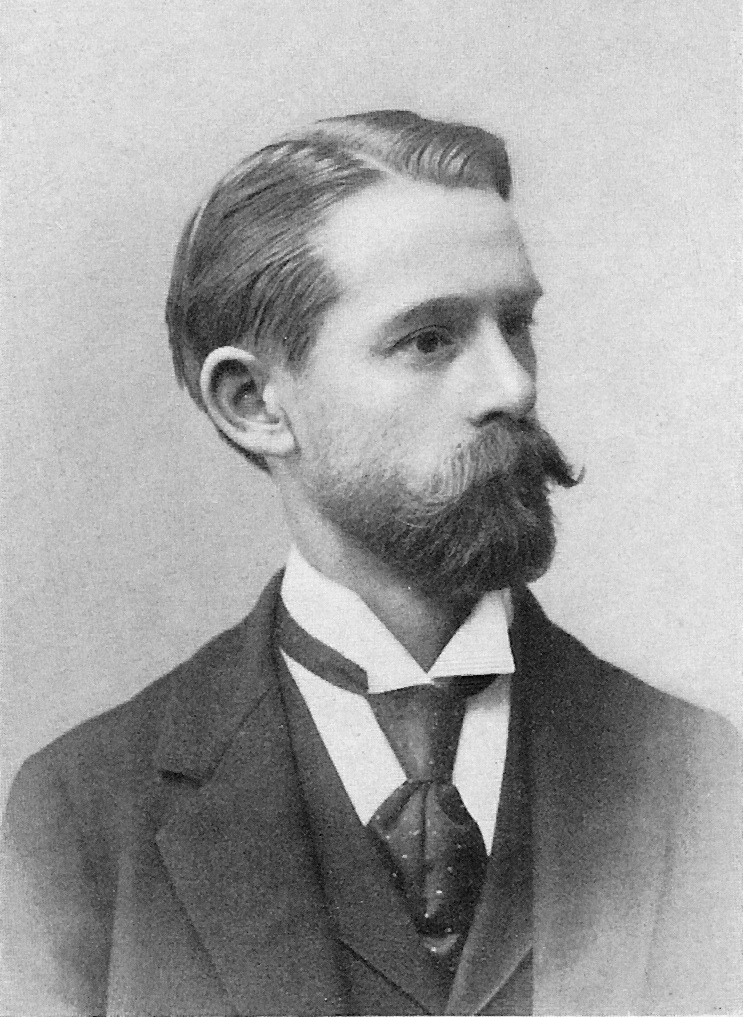
Herbert Spencer Jennings

Herbert Spencer Jennings (ur. 1868, zm. 1947) – amerykański zoolog i genetyk. Był jednym z pierwszych uczonych badających zachowanie pojedynczych mikroorganizmów oraz eksperymentujących ze zmiennością genetyczną organizmów jednokomórkowych.

## Publikacje
- Genetics (1935)
- The Biological Basis of Human Nature (1930)
- Life and Death: Heredity and Evolution in Unicellular Organisms (1920)
- Behaviour of the Lower Organisms (1906)